# Минуфија (гувернорат)
Минуфија је један од 27 гувернората Египта. Заузима површину од 1532 km². Према попису становништва из 2006. у гувернорату је живело 3.270.404 становника. Главни град је Шибин ел Ком.

## Становништво
| 2006.     | 2012. (процена) |
| --------- | --------------- |
| 3.270.404 | 3.657.000       |